# Alba Parietti
Alba Parietti (n. 2 iulie 1961, Torino, Italia) este o actriță și moderatoare de televiziune italiană.